# Вічнозелені ліси Дабашаню
Вічнозелені ліси Дабашаню (ідентифікатор WWF: PA0417) — палеарктичний екорегіон помірних широколистяних та мішаних лісів, розташований в Центральному Китаї. 

## Географія
Екорегіон вічнозелених лісів Дабашаню охоплює гори Дабашань, які простягаються із заходу на схід від північного заходу провінції Сичуань та від північного Чунціну до півдня Шеньсі і центральних районів Хубею. Найвищою вершиною регіону є гора Шеньнундін висотою 3106 м. Північні схили Дабашаню стрімкі, південні — пологі. Ці гори формують вододіл між річкою Янцзи, та її найбільшою притокою, річкою Ханьшуй. На сході екорегіону, в регіоні Трьох Ущелин на річці Янцзи розташована найбільша у світі ГЕС.
На південний захід від регіону розташована Сичуанська западина, де поширені вічнозелені широколистяні ліси Сичуанського басейну, а на північ від Дабашаню лежать гори Ціньлін, де поширені листяні ліси Ціньліню. На схід від регіону, в басейні річки Янцзи, поширені вічнозелені ліси Чанцзянської рівнини, на південь — широколистяні та мішані ліси Гуйчжоуського плато, а на захід — хвойні ліси Цюнлайшаню та Міньшаню.

## Клімат
В горах регіону переважає вологий субтропічний клімат (Cwa за класифікацією кліматів Кеппена), а у високогір'ях — вологий континентальний клімат (Dwb за класифікацією Кеппена). Оскільки схили Дабашаню звернені на північ, а від холодних зимових вітрів, що дмуть з півночі, регіон прикритий горами Ціньліню, флора і фауна екорегіону мають субтропічний характер. Температури взимку тут на 13 °C вищі, ніж в горах Ціньліню на тій же висоті. Середньорічна кількість опадів в регіоні перевищує 1000 мм.

## Флора
В передгір'ях Дабашаню поширені мішані ліси, основу яких складають вічнозелені та листопадні породи дубів, зокрема найгостріші дуби (Quercus acutissima) та китайські коркові дуби (Quercus variabilis), а також деревоподібні представники родини губоцвітих (Lamiaceae). На великих висотах поширені хвойні ліси, основу яких складають сосни Массона (Pinus massoniana) та білі китайські сосни (Pinus armandii).
Ліси екорегіону вирізняються найбільшим флористичним різноманіттям серед усіх помірних широколистяних лісів світу. Тут зустрічається понад 850 видів дерев з понад 250 родів. Цікаво, що більшість ендеміків екорегіону — це давні, генетично відмінні один від одного реліктові види, які знайшли прихисток в горах регіону під час льодовикових періодів, а не групи молодих, тісно пов'язаних між собою видів, які еволюціонували відносно нещодавно, як у випадку багатьох гімалайських рослин. Таким чином, гори Дабашань можуть вважатися "музеєм реліктових видів". 
Серед рідкісних рослин, що зустрічаються у пралісах Дабашаню, слід відзначити китайську давидію (Davidia involucrata), криптомерієву тайванію (Taiwania cryptomerioides), китайський тетрацентрон (Tetracentron sinense), японський багрянник (Cercidiphyllum japonicum), емменоптеріс Генрі (Emmenopterys henryi) та в'язолисту еукомію (Eucommia ulmoides). Ендеміками екорегіону є сичуанські туї (Thuja sutchuenensis) та китайські метасеквої (Metasequoia glyptostroboides). Китайські метасеквої — це листопадні хвойні дерева, що виникли наприкінці крейдового періоду, були широко поширені у Північній півкулі та домінували у полярних лісах. Вони тривалий час вважалися вимерлими, поки реліктову популяцію цих живих викопних дерев не відкрили в горах Дабашань у 1944 році.

## Фауна
Серед поширених в екорегіоні ссавців слід відзначити сичуанського такіна (Budorcas taxicolor tibetana), чубатого оленя (Elaphodus cephalophus), суматранського серау (Capricornis sumatraensis), китайського горала (Naemorhedus griseus), карликову кабаргу (Moschus berezovskii), дику свиню (Sus scrofa), макаку-резуса (Macaca mulatta), тибетського макаку (Macaca thibetana) та хубейського золотого рінопітека (Rhinopithecus roxellana hubeiensis). Серед хижих ссавців, поширених в регіоні, слід відзначити гімалайського ведмедя (Ursus thibetanus), гірського куона (Cuon alpinus), вовка (Canis lupus), леопарда (Panthera pardus), бенгальського кота (Prionailurus bengalensis), золотисту котопуму (Catopuma temminckii) та дуже рідкісну димчасту пантеру (Neofelis nebulosa).
Серед поширених в екорегіоні птахів слід відзначити синьогорлого трагопана (Tragopan temminckii), китайського мікадо (Syrmaticus reevesi), ітагіна (Ithaginis cruentus), кокласа (Pucrasia macrolopha), золотого фазана (Chrysolophus pictus), китайського повзика (Sitta villosa), сичуанського куцокрила (Locustella chengi), оливкового янчика (Pteruthius xanthochlorus), чорноголового ополовника (Aegithalos glaucogularis), китайську сутору (Sinosuthora conspicillata), сіроголову фульвету (Fulvetta cinereiceps), рудоплечу фульвету (Fulvetta ruficapilla), латухію (Emberiza siemsseni), вогнистоголового ремеза (Cephalopyrus flammiceps), далекосхідну синицю (Parus minor) та жовточереву синицю (Pardaliparus venustulus). Серед майже ендемічних представників регіону слід відзначити смугастобоку чагарницю (Ianthocincla lunulata), строкатого соловейка (Calliope obscura), трипалу сутору (Cholornis paradoxus), китайську гаїчку (Poecile davidi) та сіроголового ополовника (Aegithalos fuliginosus). Також в екорегіоні мешкають рідкісні китайські велетенські саламандри (Andrias davidianus), найбільші амфібії світу. 

## Збереження
Оцінка 2017 року показала, що 13 049 км², або 8 % екорегіону, є заповідними територіями. Природоохоронні території включають Національний природний заповідник Шеньнунцзя та Національний природний заповідник Дабашань.